# روبرت موسر (أستاذ جامعي)
روبرت موسر هو عالم إنسان سويسري، ولد في 2 يونيو 1944 في هورن في سويسرا.